# Distretto di Llata
Il distretto di Llata è uno degli undici distretti della provincia di Huamalíes, in Perù. Si trova nella regione di Huánuco e si estende su una superficie di 411.35 chilometri quadrati.